# Spinolarei
De Spinolarei is een straat in Brugge.

## Beschrijving
De waterloop langs waar het overgrote deel van de scheepvaart gebeurde, van de Dampoort tot aan de Grote Markt, heette vanaf de Carmersbrug tot aan de Nieuwjaarsbrug (hetgeen later het Jan van Eyckplein werd) de Spiegelrei.
Langs beide kanten van de rei lag vanzelfsprekend een straat. De beide straten werden, zoals de rei zelf, Spiegelrei genoemd. Gebrek aan onderscheid tussen de beide oevers was blijkbaar vervelend. Vandaar dat men aan de zuidkant de Spiegelrei herdoopte tot Spinolarei.
Zowel Adolf Duclos als Karel Verschelde hebben deze nieuw verkozen naam toegeschreven aan het feit dat de Spaanse generaal Ambrogio Spinola (Genua, 1569 - Castelnuovo Scrivia, 1630) er zou gewoond hebben ten tijde van het Beleg van Oostende. Absolute zekerheid is er niet, maar een andere uitleg is er ook niet.
De Spiegelrei is als waterweg een paar malen aan de verdwijning ontsnapt. Vanaf het einde van de 18de eeuw was er geen doorgang meer voor de schepen tot aan de Grote Markt. De reie werd in grote mate stilstaand water en weldra een open riool. In 1816 waren stadsbestuur en provinciebestuur het er over eens de waterloop te dempen om er een park aan te leggen. Rond 1860 waren er opnieuw plannen om te dempen en er een nieuwe stadsschouwburg te bouwen. Beide plannen mislukten.
Net als langs de Spiegelrei, staan langs de Spinolarei talrijke grachtenhuizen die een lange geschiedenis van koophandelsactiviteiten en van voorname bewoning te vertellen hebben.
De Spinolarei loopt van het Jan van Eyckplein tot aan de Verversdijk.

## Galerij

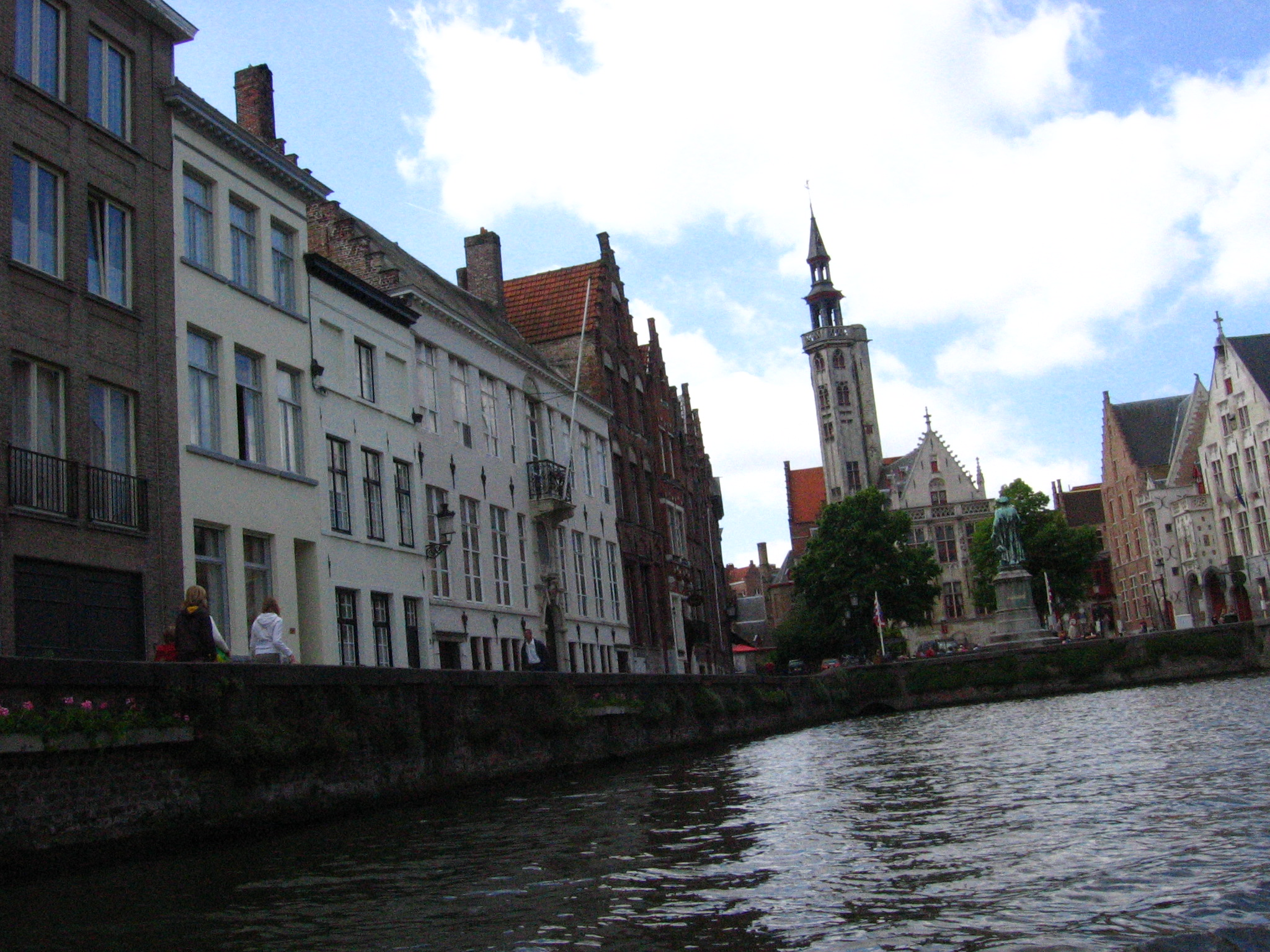
De Spinolarei (links), gezien van op het water van de Spiegelrei; op de achtergrond: het Jan van Eyckplein en de Poortersloge
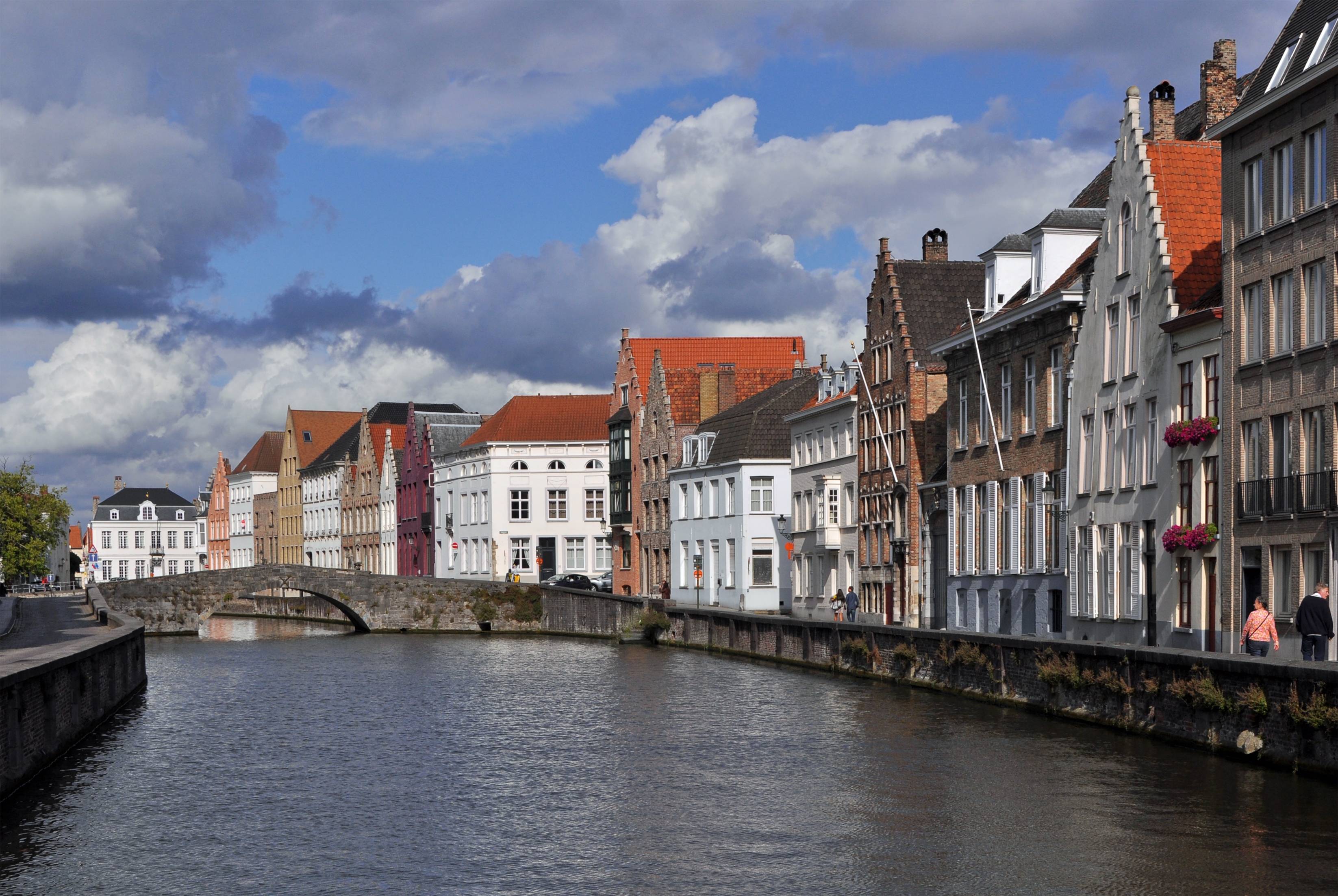
De Spinolarei; centraal: de Spiegelrei (gracht) en de Koningsbrug
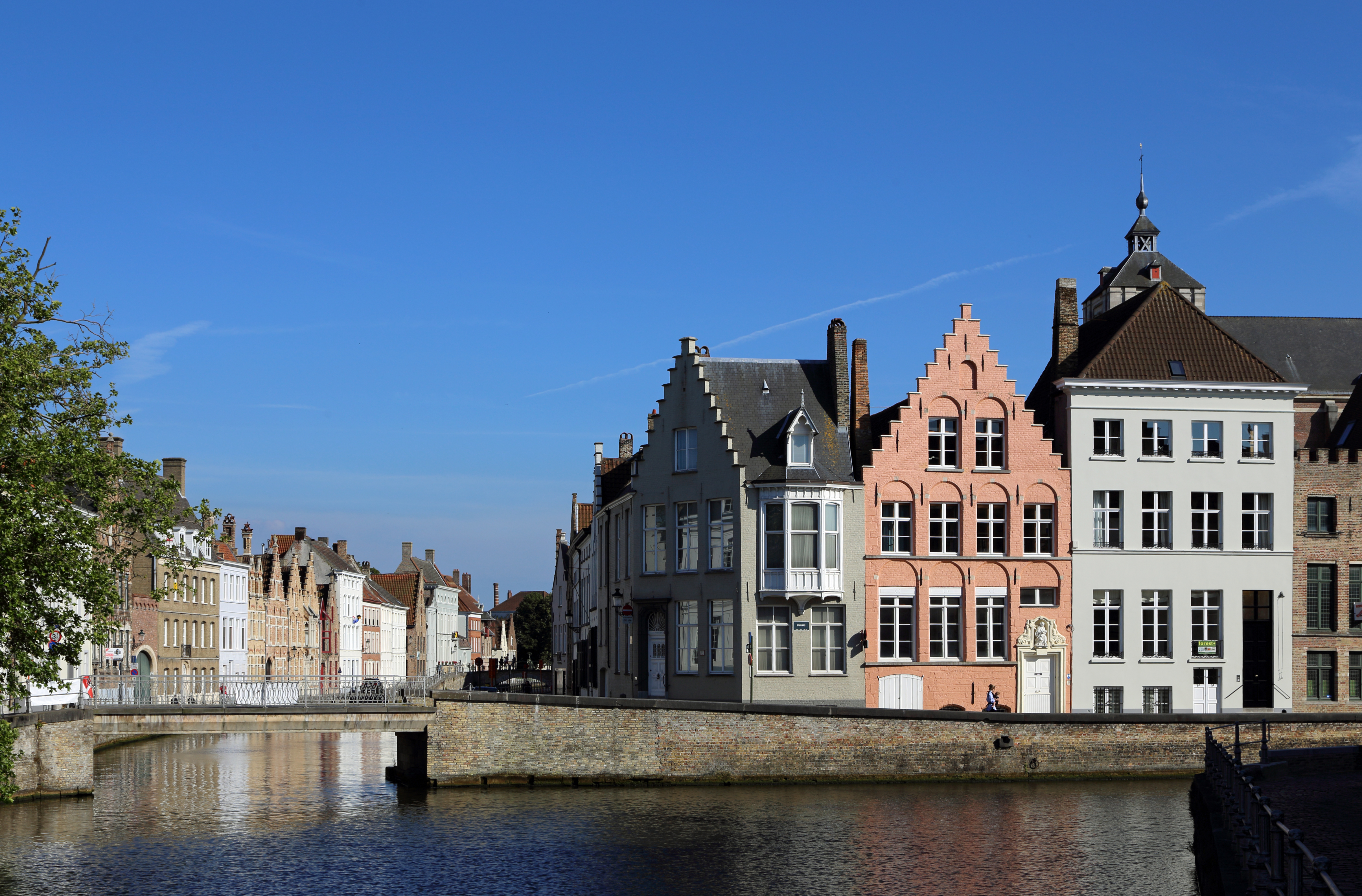
De Spinolarei bij de hoek met de Verversdijk; links: de Strobrug en de Sint-Annarei
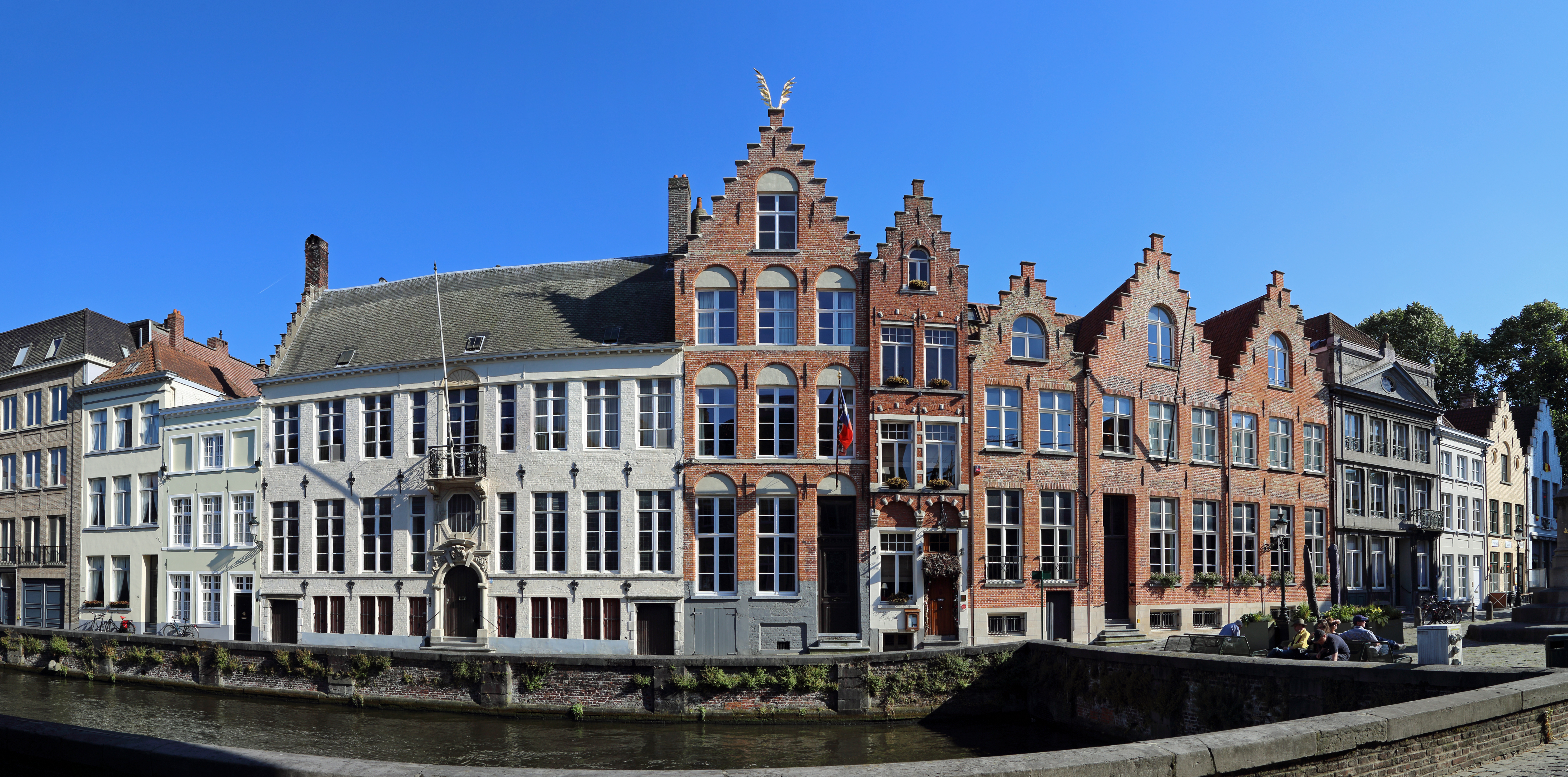
Huizenrij aan de Spinolarei (links en midden) en het Jan van Eyckplein (rechts)

Straten en pleinen in Brugge met een artikel op Wikipedia: